# Sala samobójców
Sala samobójców – polski film psychologiczny z 2011 roku w reżyserii Jana Komasy, zrealizowany według własnego scenariusza. Głównym bohaterem filmu jest nastolatek Dominik (Jakub Gierszał), który w wyniku upokorzenia przez rówieśników rezygnuje z chodzenia do szkoły i wkracza do wirtualnej platformy społecznościowej o tytułowej nazwie, prowadzonej przez tajemniczą Sylwię (Roma Gąsiorowska). Wirtualna „sala samobójców” jest wzorowana na ówcześnie popularnej platformie Second Life.
Istotną innowacją Sali samobójców w skali polskiego pełnometrażowego filmu fabularnego było połączenie sekwencji toczących się w świecie rzeczywistym z komputerowymi animacjami o umownej stylistyce. Film miał swoją międzynarodową premierę 12 lutego 2011 na 61. Międzynarodowym Festiwalu Filmowym w Berlinie, gdzie został pokazany w sekcji Panorama Special, natomiast jego oficjalna polska premiera odbyła się 28 lutego w Złotych Tarasach w Warszawie. 4 marca 2011 miała z kolei miejsce polska kinowa premiera filmu.
Sala samobójców spotkała się z mieszanymi recenzjami krytyków. Jedni chwalili film za wagę podejmowanego tematu samotności w sieci, inni ganili go za banalne przesłanie skrojone pod z góry wyłożoną tezę. W 2020 odbyła się premiera kontynuacji filmu pod tytułem Sala samobójców. Hejter, również w reżyserii Jana Komasy.

## Fabuła
Główny bohater filmu, Dominik Santorski, jest wrażliwym i nieco zagubionym nastolatkiem, synem zamożnych rodziców. Koledzy szkolni posądzają go o skłonności homoseksualne, wyśmiewają go na portalach społecznościowych i odsuwają się od niego. Dominik, upokorzony, odmawia chodzenia do szkoły i przygotowywania się do matury. Na to nakładają się problemy z rodzicami, prawie ciągle nieobecnymi w domu. Wpadłszy w głęboką depresję, Dominik zamyka się w czterech ścianach swojego pokoju i przestaje w ogóle wychodzić z domu. Jednocześnie poprzez internet poznaje tajemniczą dziewczynę o imieniu Sylwia, fascynującą się śmiercią i samookaleczeniem, i nawiązuje z nią więź emocjonalną i intelektualną. Dominik z biegiem czasu traci kontakt ze światem rzeczywistym, coraz bardziej przynależąc do świata wirtualnego.

## Obsada
| Postać                                         | Aktor                |
| ---------------------------------------------- | -------------------- |
| Dominik Santorski                              | Jakub Gierszał       |
| Sylwia                                         | Roma Gąsiorowska     |
| Beata Santorska                                | Agata Kulesza        |
| Andrzej Santorski                              | Krzysztof Pieczyński |
| Marcin                                         | Filip Bobek          |
| Aleksander Lubomirski                          | Bartosz Gelner       |
| Nadia, gosposia Santorskich                    | Danuta Borsuk        |
| Jacek, kierowca Dominika                       | Piotr Nowak          |
| minister finansów                              | Krzysztof Dracz      |
| Karolina Zimmer                                | Aleksandra Hamkało   |
| dziewczyna                                     | Aleksandra Radwańska |
| psychiatra Karolina                            | Kinga Preis          |
| psychiatra Darek                               | Piotr Głowacki       |
| Ada, współpracownica Beaty Santorskiej         | Anna Ilczuk          |
| stylista Tomek                                 | Bartosz Porczyk      |
| dyrektor liceum                                | Wiesław Komasa       |
| biznesmen z walizką                            | Łukasz Krzyżaniak    |
| recepcjonistka                                 | Paulina Chapko       |
| Jowita                                         | Karolina Dryzner     |
| żona ministra                                  | Ewelina Paszke       |
| facet w klubie                                 | Tomasz Schuchardt    |
| Weronika, córka ministra                       | Ida Nowakowska       |
| Lewandowski, lekarz w szpitalu psychiatrycznym | Maciej Tomaszewski   |
| nauczycielka                                   | Magdalena Smalara    |
| pielęgniarka                                   | Paulina Chapko       |
| chłopak w knajpie                              | Michał Rolnicki      |
| dziewczyna w toalecie                          | Monika Mazur         |

## Ścieżka dźwiękowa
4 kwietnia, miesiąc po premierze filmu, ukazała się płyta z oficjalną muzyką. Wśród artystów, reprezentujących głównie muzykę alternatywną, znajdują się m.in. Michał Jacaszek, Rykarda Parasol i Kyst.

### Pełna lista utworów
1. Adam Walicki – „Romans”
2. Kyst – „Grass So Bright”
3. Rykarda Parasol – „Baudelaire”
4. Stereo Total – „C’est la mort”
5. Jacaszek – „Innerperspective”
6. Kyst – „Climb Over”
7. Jacaszek – „Introspection”
8. Wet Fingers – „Turn Me On”
9. Jacaszek – „Introspective”
10. Billy Talent – „Nothing to Lose”
11. Billy Talent – „White Sparrows”
12. Jacaszek – „Introspective”
13. Blakfish – „Jeremy Kyle is a Marked Man”
14. Jacaszek – „Selfescape”
15. Jacaszek – „Inscape”
16. Kyst – „How I Want”
17. Jacaszek – „Selfescape”
18. Chouchou – „Sign 0”
19. Włodek Pawlik Qartet featuring Randy Brecker – „Sally with Randy”
20. Wet Fingers – „Rock with me pumpin trump”
21. Magdalena Żuk – „Mazurek op 17 nr 4” (Chopin)
22. Rykarda Parasol – „Cherry is Gone”

## Nagrody
W kwietniu 2011 film otrzymał nagrodę Międzynarodowej Federacji Krytyków Filmowych na Międzynarodowym Festiwalu Kina Niezależnego Off Plus Kamera, a w czerwcu 2011 na 36. Festiwalu Polskich Filmów Fabularnych nagrodę „Srebrne Lwy” oraz nagrody indywidualne: dla Bartosza Putkiewicza za dźwięk i dla Doroty Roqueplo za kostiumy (również w filmie Młyn i krzyż). Jakub Gierszał za rolę Dominika otrzymał nominację do Nagrody im. Zbyszka Cybulskiego 2011. W konkursie dostał Nagrodę Publiczności. W listopadzie 2011 na rozdaniu nagród filmowych przyznawanych przez czytelników miesięcznika „Film” – Złotych Kaczek obraz otrzymał trzy statuetki w kategoriach: Najlepsze Zdjęcia, Najlepszy Scenariusz i Najlepszy Film sezonu 2010/2011. Ponadto Jakub Gierszał za rolę Dominika otrzymał nagrodę w kategorii Najlepszy Aktor.